# Rob Williams
Robert Aaron Williams (Houston, Texas, 5 de mayo de 1961 - Houston, 10 de marzo de 2014) fue un jugador de baloncesto estadounidense que jugó dos temporadas en la NBA, además de hacerlo en la USBL. Con 1,88 metros de altura, lo hacía en la posición de base.

## Trayectoria deportiva

### Universidad
Jugó cuatro temporadas con los Cougars de la Universidad de Houston, en las que promedió 20,9 puntos y 4,6 rebotes por partido. En 1981 fue incluido en el tercer equipo All-American.

### Profesional
Fue elegido en la decimonovena posición del Draft de la NBA de 1982 por Denver Nuggets, donde en su primera temporada llegó a jugar 33 partidos en el quinteto inicial, promediando 7,0 puntos y 4,9 asistencias por partido. Al año siguiente se hizo con el puesto de titular, aumentando su aportación hasta los 10,2 puntos y 5,9 asistencias. A pesar de su mejora, los Nuggets lo despidieron días antes del comienzo de la temporada 1984-85.
Jugó una temporada más con los Long Island Knights de la USBL, tras la cual se retiraría definitivamente.

## Estadísticas de su carrera en la NBA

### Temporada regular
| Temp.   | Edad | Equipo | Liga | P   | TIT | MIN  | TC  | TCA | %TC  | 3P  | 3PA | %3P  | TL  | TLA | %TL  | R.OF. | R.DEF. | REB | ASIS | ROB | TAP | PER | FP  | PTS  |
| 1982-83 | 21   | Denver | NBA  | 74  | 33  | 19.5 | 2.6 | 6.3 | .408 | 0.0 | 0.2 | .133 | 1.8 | 2.4 | .753 | 0.5   | 1.3    | 1.8 | 4.9  | 1.2 | 0.2 | 2.5 | 3.0 | 7.0  |
| 1983-84 | 22   | Denver | NBA  | 79  | 66  | 24.4 | 3.9 | 8.5 | .461 | 0.2 | 0.6 | .319 | 2.2 | 2.6 | .818 | 0.7   | 1.8    | 2.5 | 5.9  | 1.1 | 0.1 | 2.1 | 3.4 | 10.2 |
| Total   |      |        | NBA  | 153 | 99  | 22.0 | 3.3 | 7.4 | .439 | 0.1 | 0.4 | .274 | 2.0 | 2.5 | .789 | 0.6   | 1.6    | 2.2 | 5.4  | 1.1 | 0.1 | 2.3 | 3.2 | 8.6  |

### Playoffs
| Temp.   | Edad | Equipo | Liga | P  | MIN | TCA | TC  | 3PA | 3P | TLA | TL | R.OF. | REB | ASIS | ROB | TAP | PER | FP | PTS | %TC  | %3P  | %FT   | MIN  | PTS  | REB | AST |
| 1982-83 | 21   | Denver | NBA  | 7  | 134 | 24  | 54  | 2   | 3  | 7   | 7  | 2     | 13  | 37   | 8   | 1   | 19  | 27 | 57  | .444 | .667 | 1.000 | 19.1 | 8.1  | 1.9 | 5.3 |
| 1983-84 | 22   | Denver | NBA  | 5  | 149 | 21  | 47  | 5   | 13 | 10  | 12 | 5     | 19  | 24   | 3   | 1   | 8   | 19 | 57  | .447 | .385 | .833  | 29.8 | 11.4 | 3.8 | 4.8 |
| Total   |      |        | NBA  | 12 | 283 | 45  | 101 | 7   | 16 | 17  | 19 | 7     | 32  | 61   | 11  | 2   | 27  | 46 | 114 | .446 | .438 | .895  | 23.6 | 9.5  | 2.7 | 5.1 |